# Watch Dogs (игра)
Watch Dogs (с англ. — «Сторожевые псы») — компьютерная игра в жанре приключенческого боевика с открытым миром, первая игра в линейке одноимённой серии. Выход игры состоялся в 2014 году. Игра разработана канадской студией Ubisoft Montreal, известной такими франшизами, как Splinter Cell и Assassin’s Creed. Геймплей Watch Dogs сосредоточен на способностях игрока взламывать различные электронные устройства, а также получении и контроле информации. Впервые игра была продемонстрирована на пресс-конференции Ubisoft на международной игровой выставке E3 в 2012 году.

## Игровой процесс
Главные элементы геймплея Watch Dogs включают в себя взлом и наблюдение. Протагонист игры Эйден Пирс может использовать любое устройство, связанное с центральной операционной системой города (ctOS) как оружие против него. Во время показа демоверсии геймплея Эйден, чтобы попасть на платную художественную выставку, в качестве отвлечения внимания вызывает помехи в сигналах мобильных телефонов, а также прослушивает телефонные разговоры для получения информации о своей цели, и воздействует на светофоры, вызывая автомобильную аварию для перехвата цели. Также игрок может получить доступ к информации из «ctOS» на неигровых персонажей, с которыми он сталкивается, включая информацию о демографии, здоровье и т. п. В игре присутствуют 8 способностей взаимодействия с городом при помощи «ctOS»: отключение связи и отключение питания (взлом камер), остановка поездов и перегрузка электрических сетей, перенастройка светофоров и вождение машины, поднятие мостов и столбов-преград.

## Сюжет
Сюжетная линия Watch Dogs построена на базе концепции информационной войны: данные стали взаимосвязаны, а в мире увеличивается использование технологий. Действие игры разворачивается в альтернативной версии реальности города Чикаго (штат Иллинойс), который является одним из многих городов, использующих операционную систему «ctOS». Система контролирует практически каждую часть города, а также содержит информацию обо всех его жителях и мероприятиях, которые могут быть использованы для различных целей. Во вселенной игры авария в энергосистеме в США и Канаде была вызвана хакерами для побуждения развития ctOS. Главный персонаж игры — Эйден Пирс — высококвалифицированный хакер, описанный как человек, использующий «как кулаки, так и интеллект». В демоверсии геймплея на выставке E3 было показано, как Эйден использует способности отключения связи, телефонов и управления светофорами, тем самым облегчая задачу отомстить обидчикам своей семьи.

## Разработка
Разработка игры началась в 2009 году. Креативный директор Ubisoft Montreal Джонатан Морин отметил, что Watch Dogs направлена на «выход за пределы сегодняшних игр с открытым миром», позволяя игрокам использовать его информацию, как основу сюжета, и контролировать весь город с помощью механики взлома. Рабочее название игры — Nexus.
Специально для игры Ubisoft Montreal создали новый игровой движок, названный — Disrupt. Ubisoft уделили первостепенное внимание разработке версий игры для PC и игровых приставок восьмого поколения. 6 марта 2014 года появился сюжетный трейлер игры.

## Выпуск
Официально игра была представлена во время пресс-конференции Ubisoft на международной игровой выставке E3 в 2012 году. Однако ранее трейлер игры по ошибке был размещён на канале Ubisoft на YouTube, но был быстро удалён перед официальным дебютом. Позже Ubisoft подтвердили выход игры на PC. 15 февраля 2013 года сотрудники GameStop отправили Kotaku рекламное изображение игры, наряду с более подробным рассказом сюжета. Фото флаера намекнуло на то, что игра выйдет в конце 2013 года на «всех домашних консолях». Выход Watch Dogs состоялся 27 мая 2014 года на Windows, PlayStation 3, PlayStation 4, Xbox 360, Xbox One. Версия для Wii U поступила в продажу в четвёртом квартале 2014 года.

### Варианты издания
На данный момент существует 10 вариантов изданий игры и 6 бонусов
| Предметы                                | Издания игры | Издания игры | Издания игры | Издания игры | Издания игры | Издания игры                        | Издания игры |
| Предметы                                | ОБЫЧНОЕ      | СПЕЦИАЛЬНОЕ  | DEDSEC       | VIGILANTE    | UPLAY        | DIGITAL DELUXE (электронная версия) | ОГРАНИЧЕННОЕ |
| --------------------------------------- | ------------ | ------------ | ------------ | ------------ | ------------ | ----------------------------------- | ------------ |
| Игра                                    | Да           | Да           | Да           | Да           | Да           | Да                                  | Да           |
| Эксклюзивная упаковка                   | Нет          | Нет          | Да           | Да           | Нет          | Нет                                 | Да           |
| 23 см (9 дюймов) Статуэтка Эйдена Пирса | Нет          | Нет          | Да           | Нет          | Нет          | Нет                                 | Да           |
| Бейсболка Эйдена Пирса                  | Нет          | Нет          | Нет          | Да           | Нет          | Нет                                 | Нет          |
| Маска Эйдена Пирса                      | Нет          | Нет          | Нет          | Да           | Нет          | Нет                                 | Да           |
| Эксклюзивный стилбук                    | Нет          | Нет          | Да           | Нет          | Да           | Нет                                 | Да           |
| Артбук                                  | Нет          | Нет          | Да           | Нет          | Нет          | Нет                                 | Да           |
| Оригинальный саундтрек                  | Нет          | Нет          | Да           | Да           | Нет          | Нет                                 | Да           |
| Карта Чикаго                            | Нет          | Нет          | Да           | Нет          | Нет          | Нет                                 | Нет          |
| Коллекционные карты                     | Нет          | Нет          | Да           | Нет          | Нет          | Нет                                 | Нет          |
| Игровые бонусы                          |              |              |              |              |              |                                     |              |
| Задание Прорыв                          | Нет          | Да           | Да           | Нет          | Да           | Да                                  | Нет          |
| Задание Дворец                          | Нет          | Нет          | Да           | Да           | Да           | Да                                  | Нет          |
| Задание Коронный выстрел                | Нет          | Нет          | Да           | Нет          | Да           | Да                                  | Нет          |
| Контент Тень DedSec                     | Нет          | Да           | Да           | Да           | Да           | Да                                  | Нет          |
| Контент Агент Blume                     | Нет          | Да           | Да           | Да           | Да           | Да                                  | Нет          |
| Контент Club Justice                    | Нет          | Да           | Да           | Да           | Да           | Да                                  | Нет          |

- Во всех изданиях игры для PlayStation 3 и 4 доступно 60 минут эксклюзивного геймплея, также данный контент будет доступен в издании «Digital Deluxe Edition» на PC.

### Игровые бонусы
Задание «Прорыв».
- Дополнительные 15 минут игрового времени.
- Набор «Прорыв»: Близится тайная встреча. Клуб Чикаго ведёт переговоры с Главами Корпораций. Клуб нанял хакеров, чтобы они блокировали устройства наблюдения в округе. Садитесь за руль машины, отыщите хакеров и устраните их. Узнайте имена всех переговорщиков и загрузите их фотографии в сеть.
- Награда (доступна сразу после завершения миссии):
  - Улучшение «Эксперт по транспорту» — бесплатно получайте транспортные средства у вашего контакта в Подпольном Гараже и заработайте скидку на некоторые машины.

Задание «Дворец»
- Дополнительные 20 минут игрового времени.
- Набор «Дворец»: Полиция планирует устроить облаву на роскошный особняк Интернет-магната. Его огромные базы данных содержат личную информацию тысячи людей… включая Эйдена Пирса. Пробраться внутрь, отформатировать жёсткие диски и сбежать, пока не начался рейд.
- Награды (доступны сразу после завершения миссии):
  - Улучшение «Расследователь» — разблокируйте больше возможностей для расследований внутри сети банка данных.
  - Улучшение «Ускоренный взлом банкоматов» — увеличьте денежное вознаграждение за взлом банковских аккаунтов.

Задание «Коронный выстрел»
- Дополнительные 20 минут игрового времени.
- Набор «Коронный выстрел»: Биометрическое оружие было контрабандой ввезено в Чикаго специально для главаря банды «Вайсрои». Оружие работает только у того, кто первый возьмёт его в руки. Вторгнитесь на охраняемую территорию, украдите груз и станьте первым, кто возьмёт в руки это оружие.
- Награда: Костюм банды «Вайсрои».
- Бонус: Биометрическая штурмовая винтовка.

Задание «Белая кепка».
- Дополнительные 60 минут игрового времени.
- Набор «Белая кепка»: Пройдите эти миссии и получите более глубокое знание организации «DedSec», важной фракции во вселенной Watch Dogs.
- Награды (доступны сразу после завершения миссии): Белый костюм члена «DedSec».
- Бонус: «Улучшение взлома» — дополнительная ячейка для аккумулятора

Контент Тень «DedSec» .
- Награды: Костюм «DedSec».
- Бонус: «Усилитель взлома» — дополнительная ячейка для аккумулятора

Контент Агент «Blume».
- Награды: Костюм «Blume»
- Бонус: «Модификатор оружия» — снижение отдачи от выстрелов

Контент «Club Justice».
- Награды: Костюм «Chicago South Club».
- Бонус: «Мастер вождения» — увеличенная прочность транспорта.

### Загружаемый контент
3 сентября 2014 года компания Ubisoft анонсировала первое сюжетное дополнение (англ. DLC) Bad Blood («Дурная кровь»). Для обладателей сезонного абонемента (англ. Season Pass) премьера DLC состоялась 23 сентября, для всех же остальных — на неделю позже (30 сентября).
В дополнении игрокам дают возможность поиграть за Рэймонда «Ти-Бона» Кинни, одного из героев оригинальной игры. События разворачиваются спустя год после Watch Dogs. По сюжету, Ти-Бон в последний раз проникает в корпорацию Blume, чтобы оставить ложный след в их системе. Однако перед самым побегом из Чикаго герой попадает в череду событий, главной целью в которой оказывается он сам.
Помимо прочего, Watch Dogs: Bad Blood включает в себя несколько дополнительных кооперативных заданий на двоих игроков из разряда Street Sweep Contracts, которые точно так же можно будет выполнить и в одиночку. Кроме того, в игре стали доступны новые приспособления, навыки и костюмы. Одно из нововведений — радиоуправляемая машинка Ти-Бона по имени Юджин, используемая как для слежки, так и для устранения противников.

## Отзывы и критика
| Сводный рейтинг       | Сводный рейтинг                        |
| Агрегатор             | Оценка                                 |
| --------------------- | -------------------------------------- |
| GameRankings          | PS4: 81,26 % XONE: 77,67 % PC: 76,75 % |
| Metacritic            | PS4: 82/100 PC: 80/100 XONE: 78/100    |
| Иноязычные издания    |                                        |
| Издание               | Оценка                                 |
| CVG                   | 9/10                                   |
| Destructoid           | 8/10                                   |
| Edge                  | 8/10                                   |
| Eurogamer             | 7/10                                   |
| Game Informer         | 8,5/10                                 |
| GameSpot              | 8/10                                   |
| GameTrailers          | 8,9/10                                 |
| IGN                   | 8,4/10                                 |
| Joystiq               | [ 32 ]                                 |
| Polygon               | 8/10                                   |
| VideoGamer            | 7/10                                   |
| Metro                 | 7/10                                   |
| Русскоязычные издания |                                        |
| Издание               | Оценка                                 |
| «IGN Россия»          | 8,5/10                                 |
| Riot Pixels           | 60 %                                   |
| «Игромания»           | 8/10                                   |

Watch Dogs получила преимущественно положительные оценки игровых ресурсов. Версия для PC получила оценку в 76,75 % на Game Rankings и 80 баллов из 100 возможных на Metacritic. Версия для PlayStation 4 получила оценку в 81,26 % на GameRankings и 82 балла из 100 возможных на Metacritic. Версия для Xbox One получила оценку в 77,67 % на GameRankings и 78 баллов из 100 возможных на Metacritic.

### Награды
Watch Dogs получила более 82 наград и номинаций на Electronic Entertainment Expo 2012 (E3 2012) и выиграла два Game Critics Awards («Особая награда за графику или звук» и «Особая награда за инновацию»). В следующем году Watch Dogs получила более 90 наград и номинаций на Electronic Entertainment Expo 2013 (E3 2013) и выиграла один Game Critics Awards («Лучшая игра в жанре „Action/Adventure“») и получила четыре дополнительные номинации («Лучшее шоу», «Лучшая оригинальная игра», «Лучшая консольная игра» и «Лучшая многопользовательская игра»).

## Влияние и наследие
На проходившей в августе 2013 года выставке компьютерных игр Gamescom компания Sony объявила, что объединяет усилия с Ubisoft для совместной съёмки фильма по мотивам игры. 24 апреля 2014 года веб-сайт Deadline.com сообщил, что Пол Верник и Ретт Риз выступят сценаристами фильма.
В другом проекте Ubisoft, Assassin’s Creed IV: Black Flag, есть отсылка к Watch Dogs в виде упоминания «ctOS». В этой же игре присутствует персонаж Оливье Гарно, который по сюжету Assassin’s Creed IV: Black Flag уезжает в Чикаго на конференцию, а в Watch Dogs главный герой может его встретить в задании по устранению целей.
8 июня 2016 года Ubisoft Montreal и Ubisoft Entertainment официально объявили о разработке Watch Dogs 2. Главным героем игры стал темнокожий хакер по имени Маркус Холлоуэй. Действие продолжения происходит в Сан-Франциско. Выход игры состоялся 15 ноября 2016 года.
В марте 2024 года стало известно, что студия New Regency занимается производством экранизации игры. Режиссёром проекта выступит Матьё Тури.